# Heteropoda signata
Heteropoda signata là một loài nhện trong họ Sparassidae.
Loài này thuộc chi Heteropoda. Heteropoda signata được Tord Tamerlan Teodor Thorell miêu tả năm 1890.